# IC 5342
IC 5342 ist eine Elliptische Galaxie vom Hubble-Typ E0 im Sternbild Pegasus am Nordsternhimmel. Sie ist schätzungsweise 422 Millionen Lichtjahre von der Milchstraße entfernt und hat einen Durchmesser von etwa 35.000 Lichtjahren.

Im selben Himmelsareal befinden sich u. a. die Galaxien NGC 7720, NGC 7726, NGC 7728, IC 5341.
Die Supernova SN 1961N wurde hier beobachtet.
Das Objekt wurde am 27. November 1899 von Herbert Alonzo Howe entdeckt.